# القوالي
القوالي (أوردو: قوٌالی؛ هندي: कव्वाली) هي إحدى أشكال الموسيقى الدينية الصوفية في جنوب آسيا. هذا القالب شائع في البنجاب والسند في باكستان وفي الكثير من المناطق في الهند بما في ذلك حيدر آباد ودلهي والكثير من المناطق في بنجلاديش. يعد القوالي جزء من تقليد موسيقي يمتد إلى 700 سنة.
كان هذا القالب الموسيقي يؤدى في الأضرحة الصوفية والمقامات في جنوب آسيا، شاع واكتسب جمهورًا دوليًا في أواخر القرن العشرين. ساهم المطربون الباكستانيون أمثال نصرت فتح علي خان والأخوان صبري في نشر هذه الموسيقى في العالم، بسبب إصدارات أعمالهم في ألبومات والعروض المباشرة في مهرجانات الموسيقى. من بين المطربين المشهورين أيضًا للقوالي أمجد صبري وراهت فتح علي خان.